# Edward Saunders
Edward Saunders, FRS (22 de março de 1848 – 1910) foi um entomologista inglês, especialista em besouros, hemipteras e hymenopteras.

## Vida
Nasceu em East Hill, Wandsworth, o mais jovem dos sete filhos de William Wilson Saunders.
Saunders foi membro da Real Sociedade Entomológica de Londres, da Linnean Society of London e da Royal Society (FRS, junho de 1902). Morreu em Bognor em 6 de fevereiro de 1910, e foi sepultado no Brookwood cemetery.

## Publicações selecionadas
- 1871 Catalogus Buprestidarum synonymicus et systematicus Janson, London.
- 1892 The Hemiptera Heteroptera of the British Islands London.[2] Scans of plates
- 1896, The Hymenoptera Aculeata of the British Isles London., Scanned